# Museu Municipal Santos Rocha

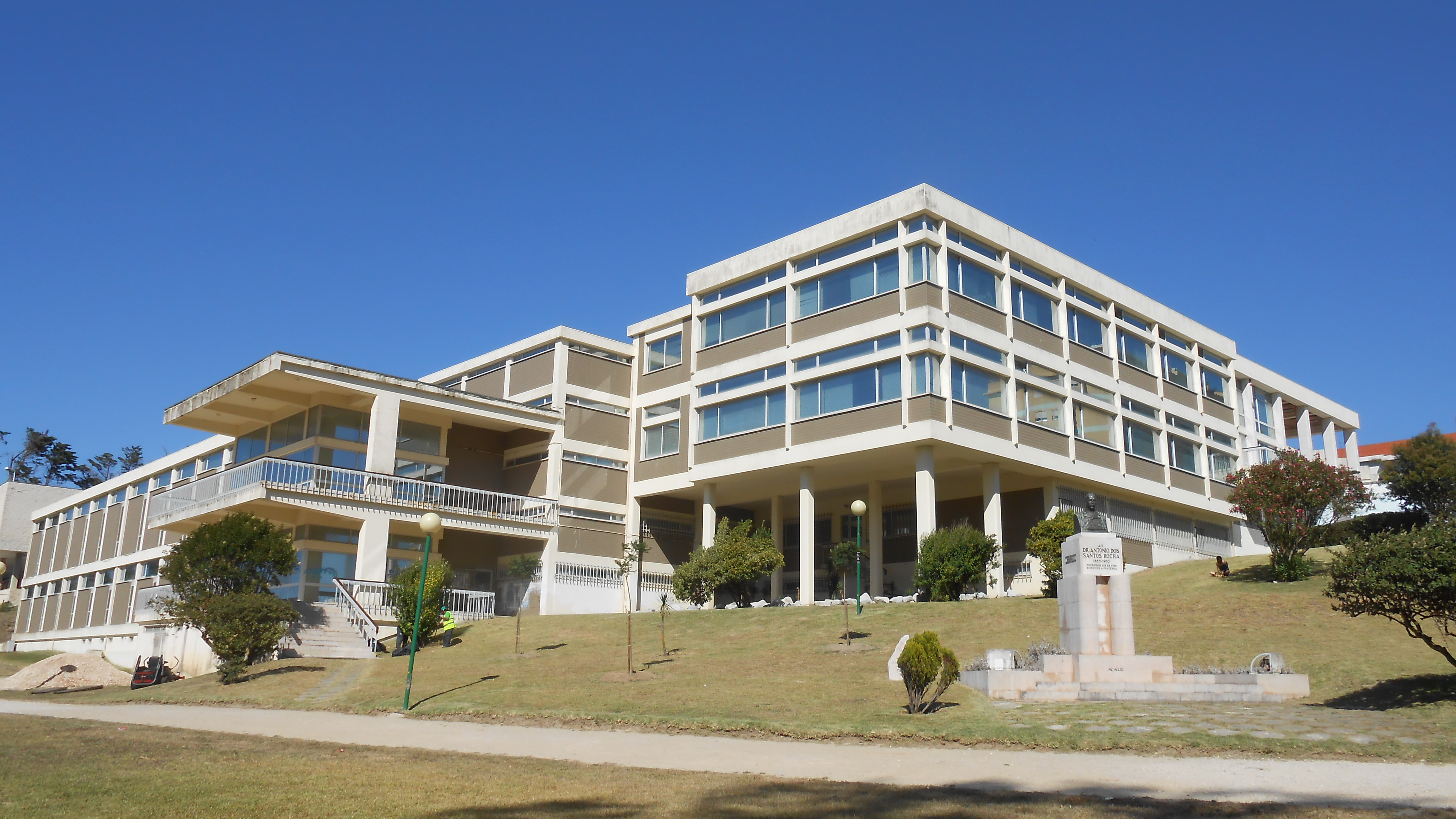
Rückansicht des Museu Municipal Santos Rocha in Figueira da Foz

Das Museu Municipal Santos Rocha (dt.: Städtisches Museum Santos Rocha) ist ein Museum in der portugiesischen Küstenstadt Figueira da Foz.

## Geschichte

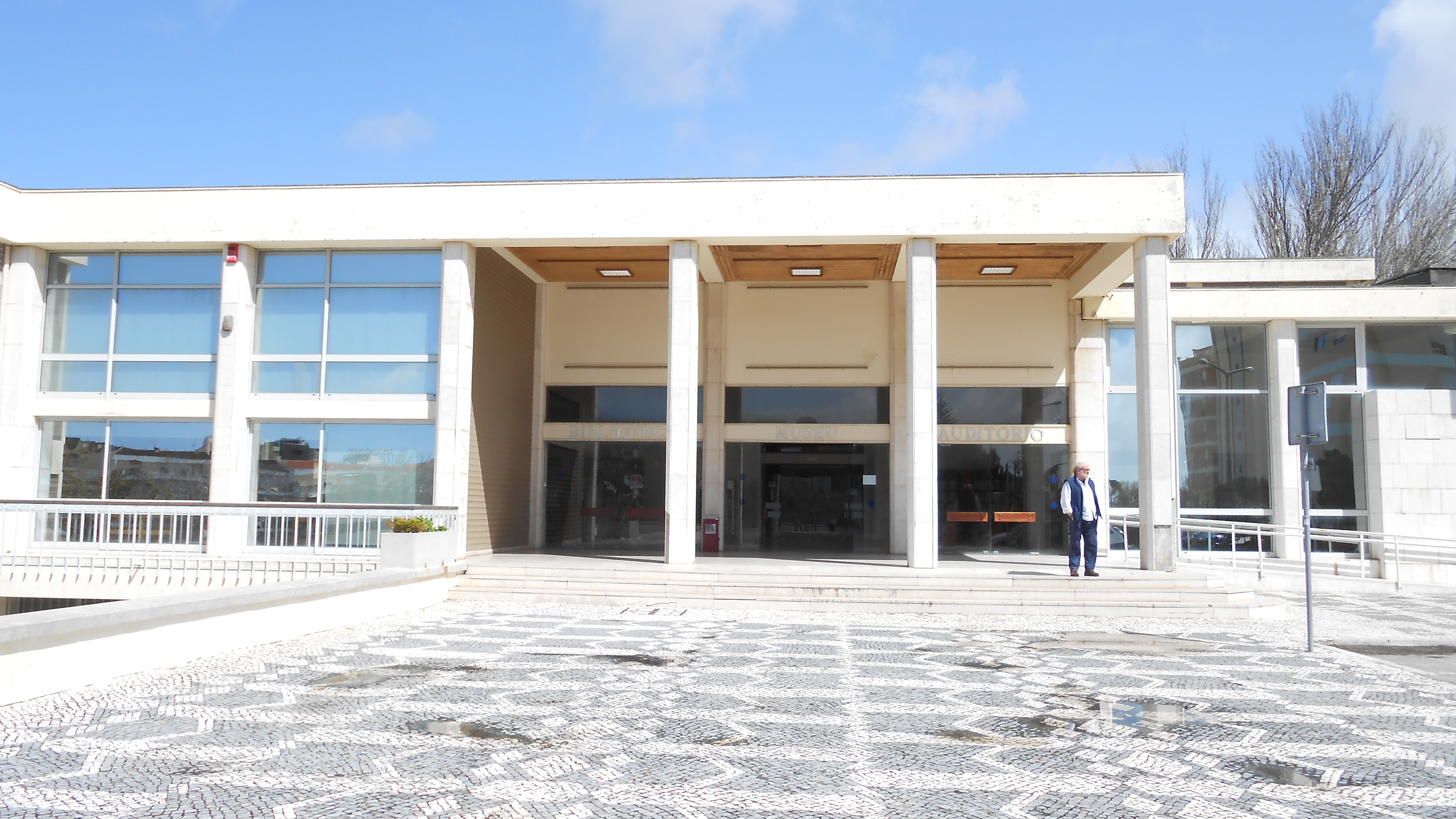
Der Haupteingang des Museums

Es wurde am 6. Mai 1894 auf Initiative des Archäologen António dos Santos Rocha eröffnet. Seine und die Sammlung der von ihm 1898 gegründeten archäologischen Gesellschaft bildeten den Grundstock des wachsenden Museumsarchives. Seine erste Hochzeit hatte das Museum bis etwa zum Tode ihres Gründers 1910, der als bedeutender Archäologe den Wissensaustausch und die Forschung landesweit und international vorantrieb, vom Museum in regelmäßigen Veröffentlichungen publik gemacht.
Nach der Gründung wurde das Museum provisorisch in der Casa do Paço untergebracht, bis es 1899 in das Rathaus der Stadt umzog, den Paços do Concelho. Die sich stetig vergrößernde Sammlung, insbesondere die ab 1945 verstärkt zunehmenden Bestände an Skulpturen und Malerei, machten eigene Räumlichkeiten nötig. So zog das Museum 1976 in das heutige, von der Gulbenkian-Stiftung 1975 dafür errichtete Gebäude, das vom Architekten José Isaías Cardoso geplant wurde.
1993 wurde das Museum von der portugiesischen museologischen Gesellschaft (Associação Portuguesa de Museologia) als bestes Museum des Jahres ausgezeichnet.
Im Jahr 2003 wurden zwei Museen neu eröffnet, die als Außenstellen des Museu Municipal Santos Rocha ihm angegliedert sind, namentlich das Meeresmuseum (Núcleo Museológico do Mar) in Buarcos und das Salinen-Museum (Núcleo Museológico do Sal, auch Ecomuseu) in Lavos.

## Lage und Struktur

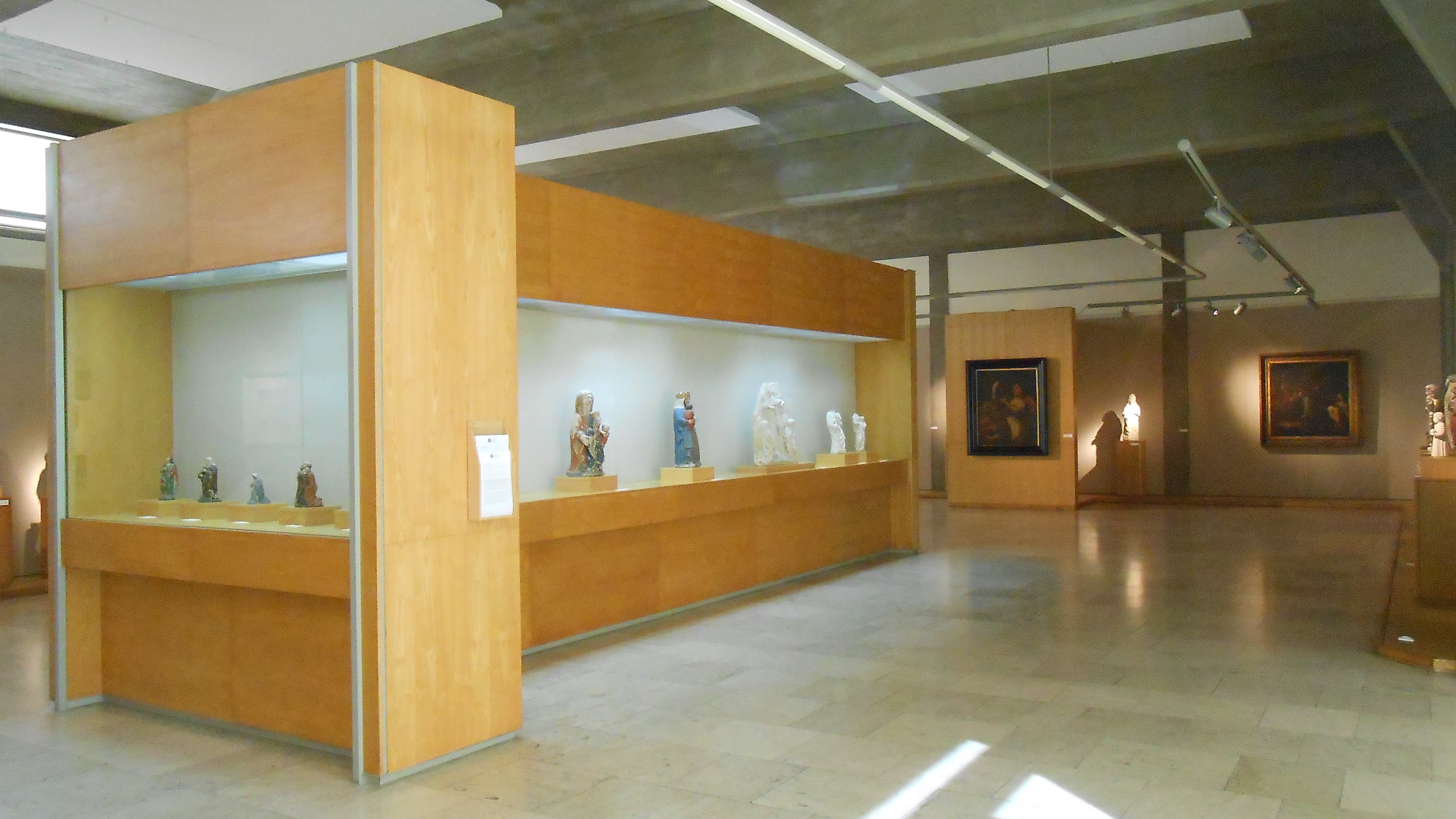
Im Museum

Das städtische Museum liegt zentral am Stadtpark Parque das Abadias, in direkter Nachbarschaft zum 2002 erbauten Centro de Artes e Espectáculos. Es beherbergt die städtische Bibliothek (Biblioteca Municipal Pedro Fernandes Tomás), das städtische Fotoarchiv (Arquivo Fotografico Municipal), ein Kongresszentrum mit dem städtischen Auditorium ( Auditorio Municipal) für 226 Personen und verschiedene Ausstellungsräume.
In der ständigen Ausstellung werden archäologische Funde aus der Region, Keramik, Möbel und Volkskunst aus Übersee gezeigt, insbesondere aus den jahrhundertealten portugiesischen Handelsbeziehungen zu Indien (Schwerpunkt Möbel), Afrika (Schwerpunkt Skulpturen) und Fernost (Schwerpunkt Keramik). Des Weiteren sind eine Sammlung zeitgenössischer Skulpturen, eine numismatische Sammlung, religiöse Kunst und historische Waffen ausgestellt. Neben diesen ständigen Exponaten organisiert das Museum Wechselausstellungen zu archäologischen oder kunsthistorischen Themen.